# Thomas-Étienne Hamel
Pour les articles homonymes, voir Hamel.
Thomas-Étienne Hamel (28 décembre 1830 - 16 juillet 1913 à l'âge de 82 ans) est un prêtre et un éducateur québécois. Il fut Supérieur du Séminaire de Québec et 4e recteur de l'Université Laval de 1871 à 1880 et de 1883 à 1886). Il a présidé la Société royale du Canada en 1886-1887.